# Вилтон (Мејн)
Вилтон (енгл. Wilton) насељено је место без административног статуса у америчкој савезној држави Мејн.

## Демографија
По попису из 2010. године број становника је 2.198, што је 92 (-4,0%) становника мање него 2000. године.
| Група             | 2000.         | 2010.         |
| Белци             | 2.205 (96,3%) | 2.086 (94,9%) |
| Афроамериканци    | 15 (0,7%)     | 17 (0,8%)     |
| Азијати           | 23 (1,0%)     | 19 (0,9%)     |
| Хиспаноамериканци | 11 (0,5%)     | 26 (1,2%)     |
| Укупно            | 2.290         | 2.198         |